# Jānis Kalniņš
 (décembre 2021).
Si vous disposez d'ouvrages ou d'articles de référence ou si vous connaissez des sites web de qualité traitant du thème abordé ici, merci de compléter l'article en donnant les références utiles à sa vérifiabilité et en les liant à la section « Notes et références ».
Œuvres principales
- 2 sonates pour orgue
- Quintette avec piano
- Concerto pour violon
- 4 symphonies
- Mass for the Dead, requiem
- 3 opéras
...
Jānis Kalniņš, né le 3 novembre 1904 à Pärnu (Lettonie) et mort le 30 novembre 2000 à Fredericton (Nouveau-Brunswick), est un compositeur, chef d'orchestre, organiste et pédagogue canadien d'origine lettone.

## Biographie
Fils du compositeur Alfrēds Kalniņš (1979-1951), Jānis Kalniņš étudie l'orgue, le piano et la composition au Conservatoire de Riga de 1920 à 1924, notamment avec Jāzeps Vītols. Il se forme également à la direction d'orchestre, auprès d'Erich Kleiber à Salzbourg, d'Hermann Abendroth et de Leo Blech (en) à Berlin.
À Riga, il est chef d'orchestre au Théâtre National de Lettonie (1923-1933) et à l'Opéra national de Lettonie (1933-1944) où en 1937, il dirige notamment la seconde version de Baņuta, le premier opéra letton composé par Alfrēds Kalniņš, mis en scène par Jānis Zariņš. À la suite de la réoccupation de la Lettonie par l'Armée rouge en 1944, il émigre en 1948 au Canada.
S'installant à Fredericton (Nouveau-Brunswick), il y est organiste et chef de chœur à l'église Saint-Paul de 1948 à 1991. Dans la même ville, il dirige l'orchestre (Fredericton Civic Orchestra) de 1951 à 1968 et enseigne la musique au Teachers College de 1951 à 1971. Il dirige aussi l'orchestre symphonique du Nouveau-Brunswick de 1962 à 1968.
Il est naturalisé canadien en 1954.
Le catalogue de ses compositions comprend entre autres des pièces pour orgue (dont deux sonates) et pour piano (dont deux sonates également), de la musique de chambre (dont un quintette avec piano), deux concertos (l'un pour piano, l'autre pour violon), quatre symphonies et de la musique vocale (dont des mélodies pour voix et piano, des chœurs a cappella, un requiem et trois opéras).

## Compositions (sélection)

### Pièces pour orgue
- 1970 : Variations on St. Andrew's Theme
- 1975 : Variations on Lowell Mason's Hymn
- 1979 : Sonate no 1
- 1982 : Sonate no 2
- 1983 : Three Preludes

### Pièces pour piano
- 1977 : Sonate no 1
- 1978 : Sonate no 2
- 1987 : Theme and Variations on Lee

### Autres pièces pour instrument solo
- 1975 : Monologue pour violon
- 1980 : Theme and Variations pour violoncelle
- 1982 : Sonate pour violon

### Musique de chambre
- 1929 : Melodija (mélodie) pour violon et piano
- 1944 : Klusā stunda (heure tranquille) pour violon et piano (ou orgue) (révision en 1968)
- 1945 : Improvizācijas par divām latviešu tautas dziesmām (improvisation sur 2 chansons folkloriques lettones) pour quatuor à cordes ; Deja (danse) pour violon et piano
- 1946 : Sonate pour violoncelle et piano
- 1947 : Quatuor à cordes en sol dièse mineur ; Trīs latviešu tautasdziesmas (3 chansons folkloriques lettones) pour 2 violons
- 1962 : Sonate pour hautbois et piano
- 1966 : Trio avec piano
- 1975 : Sonate pour violon et piano ; Larghetto serioso pour violon et piano (ou orgue)
- 1978 : Trio à cordes
- 1983 : Omas, suite pour quatuor avec piano
- 1984 : Theme and Variations pour trombone et piano ; Melody pour violon et piano
- 1989 : Quintette avec piano
- 1991 : Erin's Blues pour saxophone et piano

### Musique pour orchestre

#### Concertos
- 1946 : Concerto pour violon
- 1985 : Concerto pour piano et orchestre de chambre

#### Symphonies
- 1944 : Symphonie no 1
- 1953 : Symphonie no 2 Symphony of the Beatitudes, avec chœurs
- 1973 : Symphonie no 3
- 1978 : Symphonie no 4

#### Autres œuvres pour orchestre
- 1926 : Fragment symphonique (titre original) op. 9
- 1930 :  Lietains vakars (soir pluvieux), paysage symphonique
- 1931 :  Brāļu kapos (la tombe du frère), scène symphonique
- 1934 : Latvju rapsodija (rhapsodie lettone)
- 1937 : Lakstīgala un roze (le signal et la rose) et Rudens (automne), ballets
- 1955 : Festal March
- 1956 : Marching Through Fredericton
- 1964 :  Orchestra Variations on a Camp Utopia Theme ; Teachers College March
- 1965 : Musique pour orchestre à cordes
- 1966 : New Brunswick Rhapsody

### Musique vocale
- 1924 : Nakts (la nuit), cycle de mélodies pour voix et piano (ou orchestre)
- 1932 : Tango pour voix et orchestre
- 1934 : Lolitas brīnumputns (l'oiseau magique de Lolita), opéra
- 1935 : Hamlets (Hamlet), opéra
- 1936 : Ugunī (le feu), opéra
- 1942 : Lūgšana (prière) pour voix et piano (ou orchestre)
- 1948 :  All that the Father Giveth Me, cantate pour solistes, chœurs et orchestre
- 1961 : Let Not Your Heart Be Troubled, anthem pour chœurs et orgue (ou orchestre)
- 1965 : The Long Night, cantate pour baryton, chœurs et orchestre
- 1976 : 3 mélodies de Rucava pour chœur de femmes et quintette à cordes
- 1982 : Spring Song pour chœurs et orchestre ; Carmen, poème symphonique pour chœurs et orchestre
- 1989 : Mass for the Dead (Missa pro defunctis), requiem pour soprano, baryton, chœurs et orchestre
- 1990 : Psalm 150 pour chœurs et orgue (ou piano) ; The Potter's Field (Asins tīrums), cantate pour ténor, chœurs et orchestre